# Ningyuan, Tianjin
Ningyuan (kinesiska: 宁园, 宁园街道) är ett stadsdelsdistrikt i Kina. Det ligger i storstadsområdet Tianjin, i den norra delen av landet, nära eller i stadens centrum. Antalet invånare är 47 253. Befolkningen består av 22 147 kvinnor och 25 106 män. Barn under 15 år utgör 6,0 %, vuxna 15-64 år 83 %, och äldre över 65 år 9,0 %.